# CBS 아침뉴스
《CBS 아침뉴스》는 CBS 표준FM에서 매주 평일 오전 7시에 방송 중인 라디오 아침 뉴스 프로그램이다.

## 방송 시간
| 방송 채널  | 방송 기간                   | 방송 시간                          | 방송 분량 |
| ---------- | --------------------------- | ---------------------------------- | --------- |
| CBS 표준FM | 2024년 3월 4일 ~ 현재       | 매주 평일 오전 7시 ~ 오전 7시 10분 | 10분      |
| CBS 표준FM | 일자 미상 ~ 2024년 3월 1일  | 매주 평일 오전 7시 ~ 오전 7시 20분 | 20분      |
| CBS 표준FM | 일자 미상 ~ 2014년 5월 16일 | 매주 평일 오전 7시 30분 ~ 오전 8시 | 30분      |
| CBS 표준FM | 2014년 5월 19일 ~ 일자 미상 | 매주 평일 오전 7시 ~ 오전 7시 30분 | 30분      |

## 앵커
| 대수 | 진행자          | 진행 기간                         | 비고 |
| ---- | --------------- | --------------------------------- | ---- |
| 1대  | 하근찬 기자     | 일자 미상 ~ 2015년 7월 3일        |      |
| 2대  | 이재웅 기자     | 2015년 7월 6일 ~ 2017년 6월 2일   |      |
| 3대  | 최승진 기자     | 2017년 6월 5일 ~ 2018년 3월 30일  |      |
| 4대  | 임미현 기자     | 2018년 4월 2일 ~ 2019년 7월 19일  |      |
| 5대  | 김덕기 아나운서 | 2019년 7월 22일 ~ 2023년 8월 25일 |      |
| 6대  | 김은영 아나운서 | 2023년 8월 28일 ~ 현재            |      |

## 타이틀 변천사
| 기수 | 프로그램 타이틀   | 방송 기간                         |
| ---- | ----------------- | --------------------------------- |
| 1기  | CBS 아침종합뉴스  | 일자 미상 ~ 일자 미상             |
| 2기  | 하근찬의 아침뉴스 | 일자 미상 ~ 2015년 7월 3일        |
| 3기  | 이재웅의 아침뉴스 | 2015년 7월 6일 ~ 2017년 6월 2일   |
| 4기  | 최승진의 아침뉴스 | 2017년 6월 5일 ~ 2018년 3월 30일  |
| 5기  | 임미현의 아침뉴스 | 2018년 4월 2일 ~ 2019년 7월 19일  |
| 6기  | 김덕기의 아침뉴스 | 2019년 7월 22일 ~ 2023년 8월 25일 |
| 7기  | CBS 아침뉴스      | 2023년 8월 28일 ~ 현재            |

## 경쟁 프로그램
- 뉴스와 화제 (KBS 1라디오)
- MBC 아침종합뉴스 (MBC 표준 FM)
- SBS 아침종합뉴스 (SBS 러브 FM)